# Rosella Ottone
Rosella Ottone (Cengio, 4 marzo 1948 – Ferrara, 14 novembre 2011) è stata una politica italiana.

## Biografia
Imprenditrice del settore abbigliamento, attiva nella CNA, di cui è stata dal 1984 presidente della sede di Argenta e poi dal 1991 della CNA provinciale di Ferrara. Nel 1994 viene eletta Presidente regionale della CNA Emilia Romagna.
Nel luglio 1999 diventa vicepresidente della Provincia di Ferrara. Alle elezioni politiche del 2001 viene eletta deputata della XIV legislatura della Repubblica Italiana nella circoscrizione XI Emilia Romagna per L'Ulivo, in quota Democratici di Sinistra.
Alle successive elezioni politiche del 2006 viene riconfermata deputata della XV legislatura della Repubblica Italiana, sempre nella circoscrizione XI Emilia Romagna per L'Ulivo. Nel 2007 confluisce nel neonato Partito Democratico. Conclude il proprio mandato parlamentare nel 2008.
Muore nel novembre 2011, all'età di 63 anni, in seguito a una grave malattia.